# Liste der Kulturgüter in Castaneda
Die Liste der Kulturgüter in Castaneda enthält alle Objekte in der Gemeinde Castaneda im Kanton Graubünden, die gemäss der Haager Konvention zum Schutz von Kulturgut bei bewaffneten Konflikten, dem Bundesgesetz vom 20. Juni 2014 über den Schutz der Kulturgüter bei bewaffneten Konflikten sowie der Verordnung vom 29. Oktober 2014 über den Schutz der Kulturgüter bei bewaffneten Konflikten unter Schutz stehen.
Objekte der Kategorie A sind im Gemeindegebiet nicht ausgewiesen, Objekte der Kategorie B sind vollständig in der Liste enthalten, Objekte der Kategorie C fehlen zurzeit (Stand: 1. Januar 2023).

## Kulturgüter
| Foto |                                                                        | Objekt | Kat. | Typ | Standort                      | Beschreibung                                                                     |
| ---- | ---------------------------------------------------------------------- | --- | ---- | --- | ----------------------------- | -------------------------------------------------------------------------------- |
| ja   | Datei hochladen · Wikidata zu (Q29784608)                              | Nördlicher Teil des Dorfes, Siedlung aus der Eisenzeit / Parte nord del villaggio, insediamento dell’età del ferro KGS-Nr.: 02895      | B    | F   | 731200 / 124199               |                                                                                  |
| ja   | Datei hochladen · Wikidata zu Primarschule des Calancatals (Q29784610) | Primarschule des Calancatals / Scuola elementare della Valle Calanca KGS-Nr.: 02896                                                    | B    | G   | Via Gangela 2 731251 / 124349 | Erbaut 1982 vom Architekten Max Kasper zusammen mit dem Bauingenieur Edy Toscano |
| BW   | Datei hochladen                                                        | Pian del Remit, neolithische Siedlung und Pflugspuren / Pian del Remit, insediamento neolitico e tracce di campicoltura KGS-Nr.: 17113 | B    | F   | 731242 / 124332               |                                                                                  |
| BW   | Datei hochladen                                                        | A la Mota, eisenzeitliches Gräberfeld / A la Mota, campo di sepultura dell’età del ferro KGS-Nr.: 17114                                | B    | F   | 731240 / 124248               |                                                                                  |